# Assedio di Arelate
L'assedio di Arelate, avvenuto nel 411, fu l'episodio decisivo della guerra condotta dalle armate rimaste fedeli all'imperatore romano d'Occidente Onorio contro l'usurpatore Costantino III: la vittoria del generale onoriano Costanzo sancì la fine del regno di Costantino e il ritorno delle province occidentali sotto il controllo di Onorio.

## Contesto storico

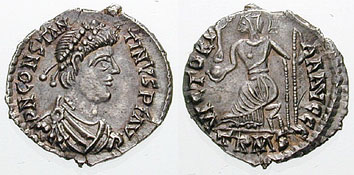
Ritratto di Costantino III su una moneta

Il giorno 31 dicembre 406 un'orda barbara di straordinarie proporzioni, costituita da Vandali, Alani e Suebi, sospinta verso occidente dagli Unni, attraversò il Reno ghiacciato e penetrò in Gallia. Secondo Gregorio di Tours, l'invasione fu contrastata dai Franchi alleati dei Romani che stavano per aver la meglio sui Vandali, che avevano già perso in battaglia il loro re Godegiselo e circa 20 000 dei propri soldati, quando arrivarono in soccorso le truppe alane comandate dal loro re Respendial grazie al quale la battaglia fu vinta dagli invasori del Reno: secondo Gregorio di Tours, se non fosse stato per l'intervento tempestivo del re degli Alani, i Franchi avrebbero avuto nettamente la meglio nello scontro e l'invasione del Reno sarebbe fallita.
Le incursioni degli invasori barbari in ogni provincia della Gallia furono talmente devastanti da attirare l'attenzione di un ecclesiastico residente a Betlemme, San Girolamo, che in un'epistola scrisse:
(Girolamo, Epistola 123.)
L'invasione della Gallia (con conseguente timore che i barbari invadessero anche la Britannia) e la debolezza manifestata dal governo di Onorio, spinse le legioni britanniche già in rivolta (negli ultimi mesi del 406 avevano acclamato imperatore un certo Marco, poi, alcuni mesi dopo, un certo Graziano), dopo il rifiuto di Graziano di intervenire con i Barbari, a nominare imperatore il generale Flavio Claudio Costantino, difensore delle province britanniche contro Scoti, Pitti e Sassoni. Questi, attraversata la Manica, riuscì a bloccare temporaneamente l'avanzata dei barbari e a prendere il controllo di gran parte dell'Impero: Gallia, Spagna e Britannia. Secondo Zosimo, Costantino III, sbarcato in Gallia, si scontrò con gli invasori Vandali, Alani e Suebi, con qualche limitato successo:
(Zosimo, Storia Nuova, VI,3.)
Il racconto di Zosimo è però confuso e non molto attendibile, in quanto sembra intenda suggerire che gli invasori del Reno furono respinti oltre il Reno, mentre è noto da altre fonti che continuarono devastare la Gallia senza trovare opposizioni, fino a occupare la maggior parte della Spagna. Alcuni studiosi ritengono comunque che Costantino III fosse riuscito inizialmente a contenere l'avanzata degli invasori limitando i loro saccheggi alle province della Gallia Settentrionale. Costantino III, secondo la testimonianza di Orosio, firmò degli incerta foedera con le tribù dei Barbari che minacciavano la Gallia, venendo tuttavia ingannato dai Barbari. Tra i Barbari con cui l'usurpatore firmò questi incerta foedera vi erano sicuramente Franchi e Alemanni, che in più occasioni fornirono truppe ausiliarie a Costantino III, ma probabilmente dei trattati di alleanza furono stretti anche con i Burgundi di re Gundicaro e con gli Alani di re Goar. Alcuni studiosi sostengono inoltre la congettura secondo cui gli incerta foedera avrebbero coinvolto gli stessi invasori del Reno, ai quali, in cambio della pace, sarebbe stato concesso di insediarsi nelle province settentrionali della Gallia, ricevendo sussidi e approvvigionamenti dai funzionari dell'usurpatore; in questo modo, essi avrebbero potuto essere usati in funzione antibagaudica (i Bagaudi erano i briganti secessionisti che infestavano l'Armorica).
Nel frattempo, Costantino III, dopo aver elevato al rango di Cesare suo figlio Costante, lo aveva inviato in Spagna, insieme al generale Geronzio (che Zosimo chiama erroneamente Terenzio) e al prefetto del pretorio Apollinare, per reprimere la rivolta di due parenti di Onorio, Didimo e Vereniano: essi si erano rifiutati di riconoscere l'autorità dell'usurpatore e avevano messo insieme un'armata che minacciava di invadere la Gallia e deporlo. Nonostante ai soldati ribelli si fossero aggiunti un'immensa massa di schiavi e contadini, l'esercito di Costante riuscì, dopo alcune difficoltà iniziali, a reprimere la rivolta e a catturare Vereniano e Didimo, che, condotti prigionieri in Gallia da suo padre, furono giustiziati. I fratelli dei due ribelli, Teodosiolo e Lagodio, che risiedevano in altre province, fuggirono dalla Spagna: il primo fuggì in Italia presso Onorio, il secondo in Oriente, presso Teodosio II.
     Impero d'Occidente (Onorio).
     Area controllata da Costantino III (usurpatore).
     Aree in rivolta.
     Franchi, Alamanni, Burgundi.
     Area controllata da Massimo (usurpatore).
     Vandali Silingi.
     Vandali Asdingi e Suebi.
     Alani.
     Visigoti.

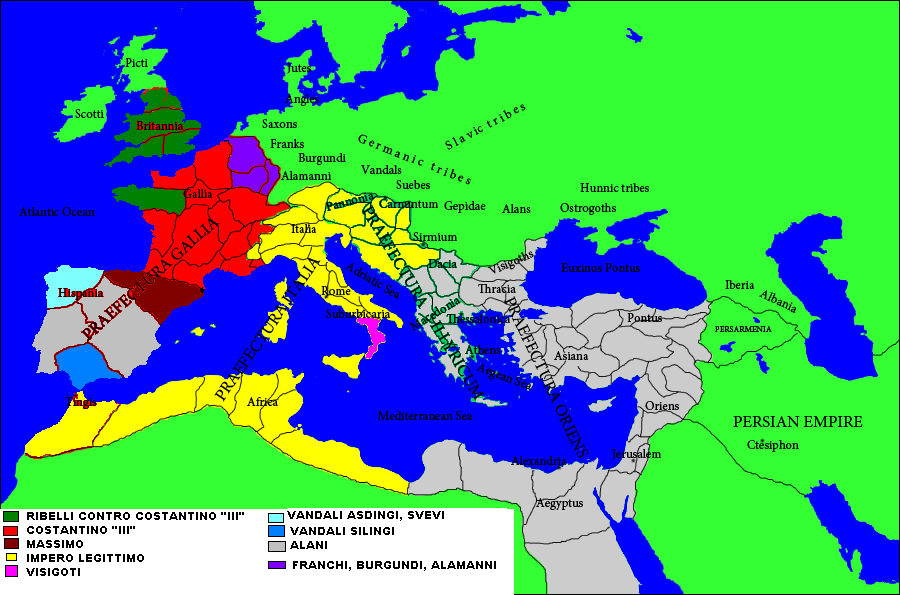
L'Impero romano d'Occidente nel 410.
Impero d'Occidente (Onorio).
Area controllata da Costantino III (usurpatore).
Aree in rivolta.
Franchi, Alamanni, Burgundi.
Area controllata da Massimo (usurpatore).
Vandali Silingi.
Vandali Asdingi e Suebi.
Alani.
Visigoti.

Nel frattempo, nel 409, mentre i Burgundi si stanziarono sulla riva sinistra del Reno per dare vita a un loro regno, Costantino III richiamò suo figlio Costante in Gallia per consultarsi sulle prossime mosse da attuare; Costante, che aveva posto la propria corte a Saragozza, salutò la moglie e partì per la Gallia; Costante aveva però commesso l'errore di affidare temporaneamente al generale Geronzio il governo della Spagna mentre era via, con il compito di sorvegliare i Pirenei; altro errore che commise fu quello di sostituire con truppe di origini barbariche (gli Honoriaci) i presidi locali che un tempo sorvegliavano i passi.. La sostituzione delle truppe locali a presidio dei Pirenei con reggimenti di mercenari, secondo Orosio e Sozomeno, fu la causa della rovina della Spagna: negli ultimi mesi del 409, i Vandali, gli Alani e Svevi, a causa del tradimento o della negligenza dei reggimenti Honoriaci a presidio dei Pirenei, entrarono in Spagna, sottomettendola per la massima parte.
Nel frattempo, in Gallia, Costantino III ordinò a suo figlio Costante di ritornare in Spagna; e mentre Costante stava inviando davanti le proprie truppe, e si trovava ancora con suo padre, giunsero notizie dalla Spagna che Geronzio si era rivoltato, aveva stretto un'alleanza con i barbari invasori della Spagna, e aveva nominato usurpatore un tal Massimo. La rivolta sembrerebbe avere origine nel fatto che, mentre Costante si accingeva a ritornare in Spagna per la seconda volta per governarla come Cesare, annunciò l'intenzione di destituire Geronzio dal comando dell'esercito ispanico sostituendolo con un certo Giusto. Geronzio, adirato per la sostituzione ma anche per brame di potere, si rivoltò proclamando a sua volta imperatore un tale Massimo e stringendo un'alleanza con i barbari invasori della Spagna, a cui in cambio cedette la parte occidentale della penisola iberica. Sembrerebbe inoltre aver sobillato anche i barbari che premevano sulla frontiera del Reno, a invadere l'Impero. La Gallia nord-occidentale (Armorica) e la Britannia furono colpite da incursioni tanto devastanti da spingere le popolazioni locali a rivoltarsi a Roma per autodifendersi dagli attacchi nemici, non arrivando alcun aiuto da Roma o da Costantino III, stando a quanto narra Zosimo:
(Zosimo, Storia Nuova, VI,5.)
Allarmato dalla rivolta di Geronzio, Costantino III inviò il generale Edobico presso le tribù dei barbari, per richiedere rinforzi per reprimere la rivolta; Costante e Decimio Rustico, dapprima magister officiorum e poi prefetto del pretorio, si diressero in Gallia, con l'intenzione di ritornare da Costantino con rinforzi Franchi e Alemanni e tutti i soldati a loro disposizione.

## Assedio

### Avanzata di Geronzio
Nel 411 la situazione politico-militare giunse finalmente ad un punto di sblocco. Geronzio, generale di Costantino III, come già detto, si era rivoltato, eleggendo usurpatore Massimo, suo amico intimo secondo Sozomeno, addirittura suo figlio secondo Olimpiodoro. Posta la propria sede a Tarragona, Geronzio, una volta fatta pace con i Vandali, gli Alani e gli Svevi che avevano invaso la penisola iberica, marciò contro Costantino III. Quando Costantino III fu informato dell'usurpazione di Massimo, allarmato per la rivolta, inviò il suo generale Edobico oltre il Reno, per reclutare un esercito di ausiliari franchi e alemanni, mentre affidò a suo figlio Costante e al prefetto del pretorio Decimio Rustico, in precedenza magister officiorum, l'incarico di raccogliere tutte le truppe a loro disposizione per opporsi a Geronzio; Costante fu posto a difesa di Vienna (in Gallia) e delle città limitrofe, nel tentativo di opporsi all'avanzata di Geronzio.
Costante non riuscì però ad arrestare l'avanzata di Geronzio, che, dopo averlo vinto in battaglia, lo fece prigioniero e lo uccise a Vienna; dopo questo primo successo, Geronzio raggiunse ben presto Arelate (l'odierna Arles), che assediò. Della situazione approfittò Onorio, inviando sul posto il generale Flavio Costanzo.

### Costanzo sconfigge Geronzio e assedia Arelate

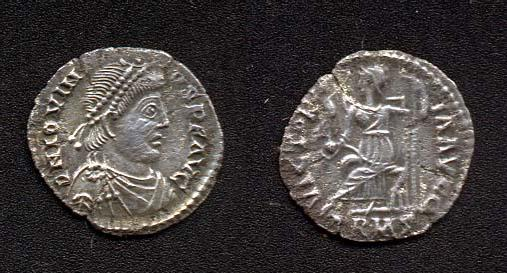
Moneta dell'usurpatore Giovino, sconfitto nel 413.

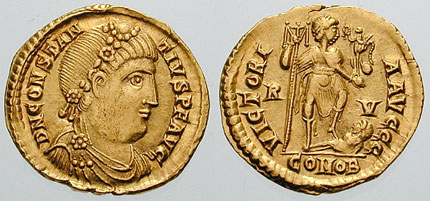
Moneta di Costanzo III, co-imperatore di Onorio nel 421.

Nativo di Naisso, e di origini romane, Flavio Costanzo aveva scalato le gerarchie del potere in breve tempo, fino ad ottenere tra il 410 e 411 la carica di magister peditum (comandante della fanteria), presumibilmente succedendo ad Allobico; ben presto, grazie ai successi contro gli usurpatori, sarebbe stato promosso a magister utriusque militiae. Dopo aver vendicato l'esecuzione di Stilicone facendo uccidere Olimpio, che in un momento imprecisato tra il 410 e il 411 era ritornato alla corte di Onorio, Costanzo decise di recuperare le parti della Gallia e della Hispania non ancora occupate dai Barbari ma finite in mano degli usurpatori. Fu coadiuvato nella sua campagna contro gli usurpatori da Ulfila, magister equitum (comandante della cavalleria).
Quando l'armata di Costanzo raggiunse Arelate, Geronzio levò precipitosamente l'assedio ritirandosi in Hispania con pochi soldati, mentre la maggior parte delle sue truppe disertava in massa unendosi all'esercito di Costanzo. Geronzio fu poi costretto al suicidio dai suoi stessi soldati, che, intenzionati a ucciderlo, assaltarono la sua casa di notte. Uno dei soldati rimasti fedeli a Geronzio, un certo Alano, salì però sui tetti con altri arcieri e con lo stesso Geronzio, uccidendo a suon di frecce all'incirca 300 soldati ribelli. Quando le frecce finirono, i servi tentarono la fuga calandosi di nascosto dall'edificio, ma Geronzio decise di rimanere, a causa dell'affetto che provava per Nonnichia, sua moglie. All'alba del giorno successivo i soldati diedero fuoco all'abitazione, e non essendo rimasta altra via di fuga, Geronzio si suicidò con i suoi parenti. Massimo nel frattempo abdicava rifugiandosi tra i barbari.

### Battaglia
Nel frattempo l'assedio di Arelate ad opera di Costanzo proseguiva: nonostante tutto, Costantino III continuava a resistere, sperando nell'arrivo del suo generale Edobico con i suoi ausiliari franchi e alemanni reclutati da oltre Reno. Alla notizia dell'arrivo dei rinforzi alla testa di Edobico, le truppe di Onorio, su ordine di Costanzo e Ulfila, attraversarono il fiume Rodano: il piano di Costanzo era di attendere l'appropinquarsi del nemico, mentre Ulfila si era appostato a preparare un'imboscata con la sua cavalleria. Mentre l'esercito nemico, giunto sul campo di battaglia, era intento a scontrarsi con le truppe di Costanzo, quest'ultimo diede il segnale a Ulfila, che assaltò da dietro il nemico, mandandolo in rotta: alcuni fuggirono, altri furono massacrati, alcuni abbassarono le armi e chiesero perdono, venendo generosamente risparmiati.
Edobico montò sul suo destriero e cercò rifugiò nelle terre di un proprietario terriero di nome Ecdicio, a cui aveva in passato reso qualche importante favore, e di cui pensava che potesse essere considerato suo amico; Ecdicio, tuttavia, lo tradì decapitandolo e inviando la sua testa ai generali di Onorio, nella speranza di ricevere grandi ricompense e onori. Costanzo, nel ricevere la testa del generale nemico, pur ringraziando pubblicamente Ecdicio, gli intimò di allontanarsi immediatamente, in quanto non considerava buona per sé o per l'esercito la compagnia di una persona che aveva osato compiere l'empio atto di assassinare un amico in situazione sventurata.

### Ripresa dell'assedio e resa
Dopo questa vittoria le truppe di Costanzo cinsero di nuovo d'assedio Arelate. Durante il quarto mese di assedio, tuttavia, giunse la notizia dell'usurpazione di Giovino in Gallia Ulteriore (settentrionale), con il sostegno non solo di Burgundi e Alani, ma anche di Franchi, Alemanni, e dell'esercito romano di stanza sul Reno. Gli assedianti, temendo di essere assaltati da un momento all'altro dall'armata di Giovino, intrapresero l'assalto delle mura con maggior vigore, spingendo infine la città assediata alla resa. Quando Costantino seppe dell'uccisione di Edobico e dell'usurpazione di Giovino, abbandonata ogni speranza, si levò la porpora e gli altri ornamenti imperiali, riparandosi in chiesa, dove si fece ordinare sacerdote. Le guardie a difesa delle mura, avendo ricevuto garanzie che sarebbero stati risparmiati, aprirono le porte a Costanzo, che effettivamente mantenne la promessa data.

## Conseguenze
Costantino III e suo figlio Giuliano furono inviati in Italia, ma Onorio, ancora pieno di risentimento nei loro confronti per l'esecuzione dei suoi cugini ispanici Vereniano e Didimo, li fece decapitare a trenta miglia da Ravenna, violando la promessa che li avrebbe risparmiati. Secondo un frammento di Renato Profuturo Frigerido, Costantino III fu inviato immediatamente in Italia, venendo giustiziato presso il fiume Mincio da sicari inviati dall'Imperatore.
Costantino III era stato tuttavia sostituito da un nuovo usurpatore, Giovino. I Burgundi e gli Alani insediati lungo la frontiera renana (condotti rispettivamente da Gundicaro e Goar) sobillarono, infatti, le legioni di stanza nella regione a proclamare imperatore a Magonza il generale Giovino, a cui tentarono di unirsi anche i Visigoti di Ataulfo, che intendeva passare al servizio dell'usurpatore per suggerimento di Attalo. Giovino, tuttavia, non intendeva accettare l'appoggio dei Visigoti di Ataulfo e se ne lamentò con Attalo; come se non bastasse, i disaccordi iniziali tra Giovino e Ataulfo si aggravarono non solo a causa dell'intervento del prefetto del pretorio delle Gallie Dardano, il quale, fedele a Onorio, cercò di convincere Ataulfo a deporre l'usurpatore, ma anche per il fatto che all'esercito di Giovino aveva tentato di unirsi anche il suo rivale Saro, il quale aveva deciso di disertare al nemico perché Onorio non aveva punito con vigore l'assassinio di Belleride suo domestico; deciso a risolvere il conto in sospeso con Saro, Ataulfo lo attaccò e lo uccise in una battaglia impari (Saro aveva solo una ventina di guerrieri con sé contro circa 10 000 guerrieri dalla parte di Ataulfo). I disaccordi si tramutarono in ostilità aperta quando Giovino innalzò al rango di Augusto suo fratello Sebastiano nonostante il mancato assenso del re visigoto, il quale inviò un messaggio ad Onorio promettendogli di inviargli le teste degli usurpatori in cambio della pace. In seguito all'assenso di Onorio, Ataulfo si scontrò con Sebastiano, vincendolo e inviando la sua testa a Ravenna; la prossima mossa del re goto fu di assediare Valence, dove si era rifugiato Giovino; ottenuta la resa della città e dell'usurpatore, Ataulfo inviò Giovino al prefetto del pretorio delle Gallie Claudio Postumo Dardano, che, dopo averlo fatto decapitare a Narbona, inviò la sua testa a Ravenna, che venne esposta, insieme a quelle degli altri usurpatori, fuori Cartagine. Nel frattempo Decimio Rustico, prefetto di Costantino III ed ex magister officiorum, e Agrezio, uno dei principali segretari di Giovino, insieme a molti nobili rei di aver appoggiato gli usurpatori, furono catturati in Alvernia dai comandanti di Onorio e crudelmente giustiziati. Più o meno nello stesso periodo la città di Treviri fu saccheggiata e data alle fiamme nel corso di una seconda incursione di Franchi. Nel frattempo, tra il 412 e il 413, il comes Africae Eracliano si era proclamato imperatore, tagliando le forniture di grano all'Italia. Nel giugno 413 Eracliano si risolse a sbarcare in Italia per abbattere Onorio; le sue truppe vennero però sconfitte in prossimità di Otricoli, costringendo l'usurpatore a fuggire a Cartagine, dove trovò la morte. Flavio Costanzo, fresco della vittoria su Eracliano, fu ricompensato con il consolato per l'anno 414 e con l'incorporazione delle immense ricchezze dell'usurpatore sconfitto.